# Варгатюк, Пётр Логвинович
Пётр Логвинович Варгатюк (24 ноября 1919, Берестовец, Киевская губерния — 31 июля 2000, Киев) — советский и украинский учёный-историк, доктор исторических наук (1970), профессор (1972). Заслуженный работник высшей школы УССР (1970).

## Биография
Родился 24 ноября 1919 года в селе Берестовец (ныне — Уманский район, Черкасская область, Украина). Там же, в 1935 году, окончил семилетнюю школу, по окончании которой вместе с семьёй переехал в Кривой Рог.
Год работал хронометражистом в шахтоуправлении на руднике имени Ф. Э. Дзержинского. После окончания средней школы в 1938 году поступил на исторический факультет Киевского педагогического института имени М. Горького. В 1941 году, в связи с приближением фронта, продолжил обучение в Среднеазиатском государственном университете в Ташкенте. Окончив историко-филологический факультет университета в 1942 году, работал заведующим учебной частью и преподавателем истории в Велико-Нарымской средней школе в Восточном Казахстане.
С сентября 1942 года в рядах Красной армии. В июле 1944 года окончил находившееся в эвакуации в Ташкенте Харьковское военное училище химической защиты и был направлен на фронт. На фронте вначале был командиром взвода, затем — роты химзащиты 43-й стрелковой Тартуской Краснознамённой дивизии 42-й армии.
В феврале 1946 года, после демобилизации, начал работу в Криворожском педагогическом институте. Прошёл путь от ассистента до профессора: в 1950—1951 годах — ассистент, старший преподаватель, в 1951—1954 годах — доцент, в 1958—1975 годах — заведующий кафедрой марксизма-ленинизма. Был заведующим кафедры всемирной истории, одновременно несколько лет работал проректором этого вуза. С марта 1947 года член ВКП(б). С мая 1975 по 1991 год работал старшим научным сотрудником Института истории партии при ЦК Коммунистической партии Украины в Киеве.
Умер 31 июля 2000 года в Киеве.

## Научная деятельность
В 1950 году защитил кандидатскую диссертацию по теме «Большевистская организация Екатеринослава в годы нового революционного подъёма. 1912—1914», а в 1970 году — докторскую диссертацию на тему «Ленин и деятельность большевистских организаций Донбасса, Приднестровья и Криворожья в дооктябрьский период». 24 марта 1972 года историку присвоено учёное звание профессора. Пётр Логвинович был научным редактором, членом редакционных коллегий многих научных изданий, редактировал статьи и монографии, сборники научных статей и документов. Десять лет был членом редакционной коллегии издания «Украинский исторический журнал». Он способствовал творческому становлению нескольких десятков кандидатов и докторов исторических наук. Всю свою трудовую жизнь Пётр Варгатюк принимал активное участие в общественной жизни, стал основоположником издания краеведческой литературы в Кривом Роге. Историк установил дату основания Кривого Рога, которая была принята за официальную.
Научная наработка историка составляет более 400 работ, по большей части по истории КПСС и Коммунистической партии Украины, в том числе более 30 монографий, сборников документов и брошюр, написанных лично и в соавторстве. Всю свою творческую жизнь он посвятил исследованию актуальных проблем дооктябрьского периода истории большевистских организаций Украины. Среди его работ можно отметить монографии «В. И. Ленин и Екатеринославская большевистская организация», «Партии великой отряд», «В. И. Ленин и большевистские организации Украины в Октябрьской революции», «В огне трёх революций». Пётр Логвинович участвовал в написании ряда разделов «Очерков истории Коммунистической партии Украины» (4-е издание), «Очерков истории профессиональных союзов Украинской ССР», руководил подготовкой хроники событий «Великая Октябрьская социалистическая революция и победа Советской власти на Украине», ряда документальных научных изданий, руководил написанием криворожского раздела в издании «История городов и сёл УССР. Днепропетровская область».

## Награды
- Орден «Знак Почёта»;
- Орден Октябрьской Революции;
- Заслуженный работник высшей школы УССР (1970);
- Орден Отечественной войны 2-й степени (1985)[3];
- медали.